# Zarathustra
Zarathustra (tiếng Avesta: Zaraθuštra IPA: [ˈzaːˌraˈθuːʃˌtrʌ], hay Zoroaster, sinh trong khoảng thế kỷ 18 đến thế kỷ 6 TCN), cũng có tài liệu ghi chép rằng ông sinh vào năm 628 và mất năm 511 TCN. Ông là một nhà tiên tri và triết gia Ba Tư cổ đại (miền Bắc Iraq ngày nay), và là người sáng lập Hỏa giáo (hay là đạo Zoroastrianism, một tôn giáo cổ của Ba Tư). Đạo này kéo dài gần 2.500 năm và đến nay vẫn còn có tín đồ. Ông còn là tác giả của Yasna Haptanghaiti, Gathas trong "Kinh cổ Ba Tư", kinh thánh của Hỏa giáo.
Cách viết Zoroaster hay Zoroastres trong tiếng Latinh là chuyển tự từ tiếng Hy Lạp (Ζωροάστηρ hay Ζωροάστρης) theo nguồn gốc từ tiếng Avesta. "Zarathustra" là cách mô tả hiện đại cách phát âm trong tiếng Avesta. Trong tiếng Ba Tư trung đại và hiện đại (thế kỷ 8-nay), ông được gọi là Zartosht (tiếng Ba Tư: زرتشت [ˈzɑːrˌtoʃt]).